# روبن لوی
روبن لوی (۲۸ آوریل ۱۸۹۱ – ۶ سپتامبر ۱۹۶۶) استاد زبان فارسی در دانشگاه کمبریج بود که در زمینه ادبیات فارسی و تاریخ اسلام مقالاتی نوشت.

## زندگی
لوی در مدرسه فریرز، بانگور، کالج دانشگاهی ولز شمالی، کالج بانگور و کالج جسوس آکسفورد تحصیل کرد و زبان‌های فارسی و ترکی و زبان‌های سامی را مطالعه می‌کرد. اولین معلم فارسی او عیسی صدیق بود.
در طول جنگ جهانی اول، او سروان اطلاعات ستاد کل بین‌النهرین بود (۱۹۱۶–۱۹۱۸) و در سرویس سیاسی عراق کار می‌کرد (۱۹۱۸–۱۹۲۰). او از سال ۱۹۲۰ تا ۱۹۲۳ در آکسفورد به زبان فارسی سخنرانی می‌کرد و سپس از سال ۱۹۲۳ تا ۱۹۲۶ در ایالات متحده زندگی کرد. او در سال ۱۹۲۶ به عنوان مدرس زبان فارسی به دانشگاه کمبریج نقل مکان کرد و در سال ۱۹۵۰ استاد زبان فارسی شد و کرسی برای او ایجاد شد. او همچنین عضو همکار کالج مسیح در کمبریج بود. در طول جنگ جهانی دوم، او یک رهبر اسکادران در اطلاعات RAF بود.

## آثار
اولین کتاب او، ادبیات فارسی (۱۹۲۳) زمانی نوشته شد که او هنوز در آکسفورد مدرس بود. تواریخ بغداد (۱۹۲۹) گزارشی از قرون وسطی مسلمانان و خلافت عباسی بود. این منجر به کار اصلی او، جامعه‌شناسی اسلام (۲ جلد – ۱۹۳۱-۳۳) (در سال ۱۹۵۷ با عنوان ساختار اجتماعی اسلام) گردید  که به عنوان رویکردی جدید به تاریخ مسلمانان تلقی می‌شد. او همچنین ترجمه‌ها و تصحیح‌های نقادانهٔ متون فارسی، از جمله قابوس‌نامه (آینه‌ای برای شاهزادگان، ۱۹۵۱)، مرزبان‌نامه  (قصه‌های مرزبان، ١۹۵۹) و شاهنامه (۱۹۶۶) را ویراستاری و منتشر کرد.